# 2011年1月里约热内卢州洪水和泥石流
2011年1月里约热内卢州洪水和泥石流是指因2011年1月11日起在巴西里约热内卢州北部塞拉纳山区连日的强降雨所引发的泥石流和洪水。受到影响比较严重的城市有特雷索波利斯、新弗里堡、彼得罗波利斯等。这次灾难为巴西历史上死亡人数最多的自然灾害之一。
1月16日，里约热内卢州宣布自17日起为罹难者哀悼一周。
1月17日，巴西里约热内卢民防厅公布了最新死亡数据，数据指出这次山区暴雨造成死亡人数已达672人。这其中新弗里堡318人、特雷索波利斯274人、彼得罗波利斯58人、苏米多鲁20人、圣约瑟黑河谷2人。这次泥石流灾害已成为巴西史上死亡人数最多的泥石流灾害。此外临近的米纳斯吉拉斯州部分城市也受到影响。

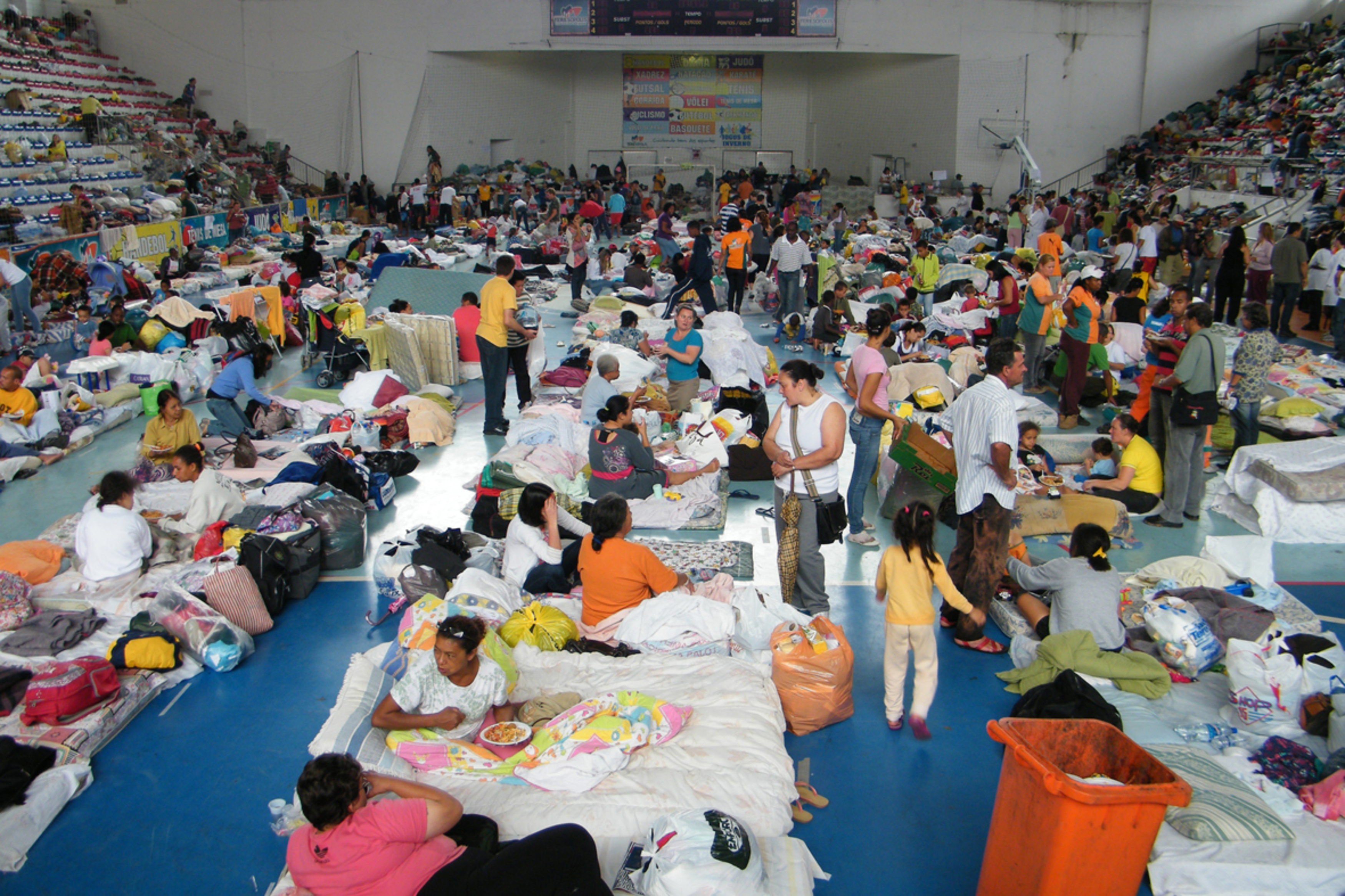
特雷索波利斯因洪水失去家园的人
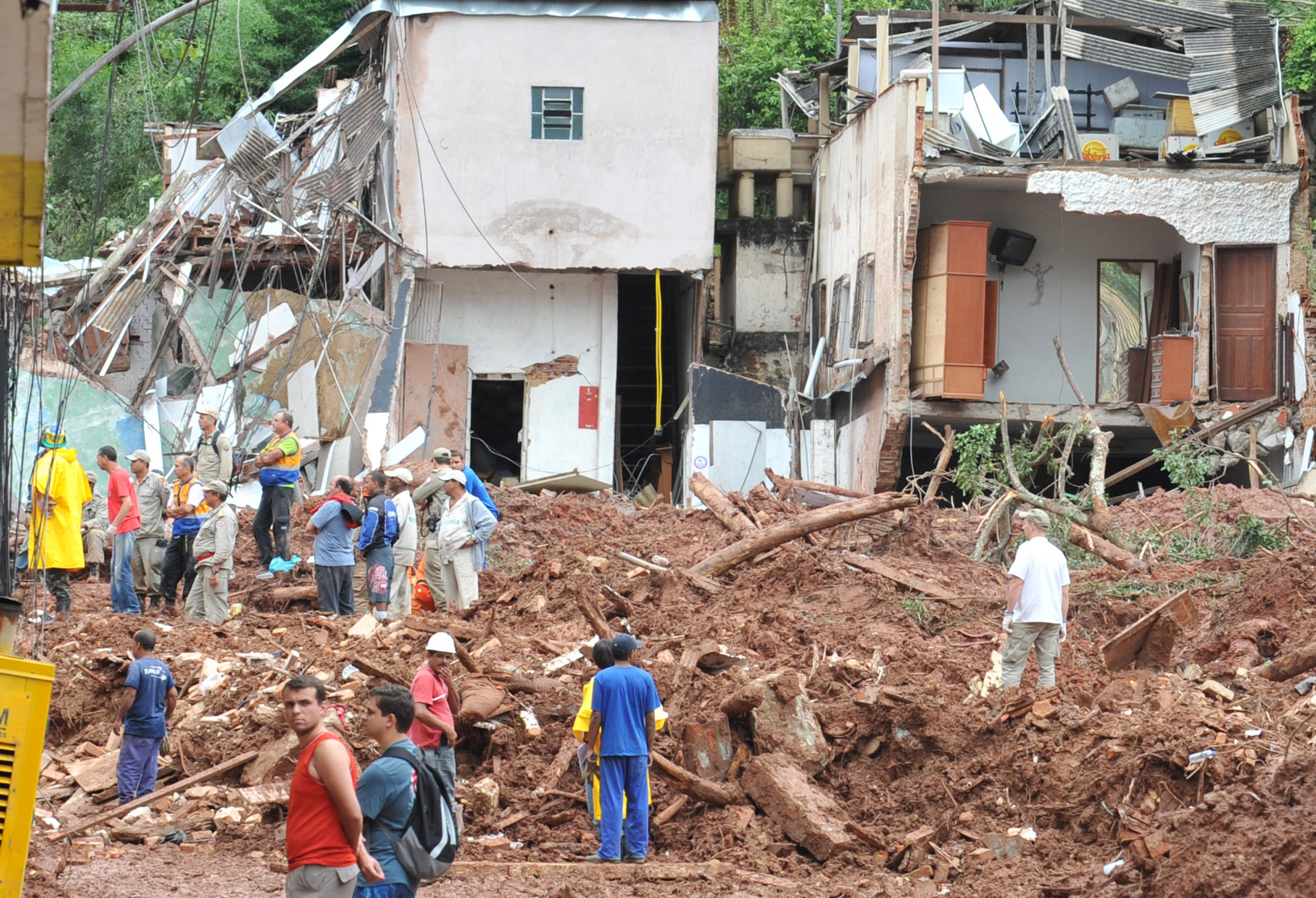
新弗里堡被毁的房屋
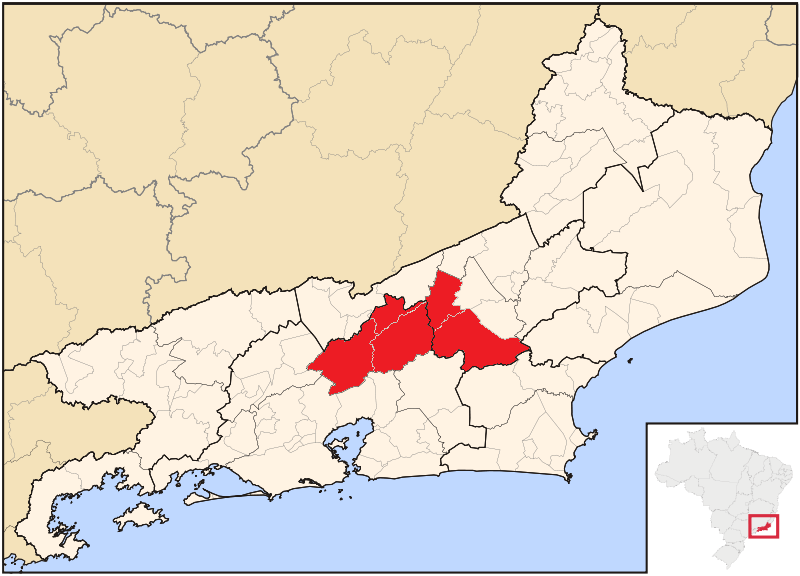
洪水影响区域